# ATP Challenger Waiblingen
Der ATP Challenger Waiblingen (offiziell: Waiblingen Challenger) war ein Tennisturnier, das 1987 und 1988 in Waiblingen, Baden-Württemberg, stattfand. Es gehörte zur ATP Challenger Tour und wurde im Freien auf Sand gespielt.

## Liste der Sieger

### Einzel
| Jahr | Sieger         | Finalgegner     | Ergebnis |
| ---- | -------------- | --------------- | -------- |
| 1988 | Roland Stadler | Frank Dennhardt | 6:4, 6:4 |
| 1987 | Alberto Tous   | Roland Stadler  | kampflos |

### Doppel
| Jahr | Sieger                           | Finalgegner                    | Ergebnis |
| ---- | -------------------------------- | ------------------------------ | -------- |
| 1988 | Rikard Bergh Julian Barham       | Ugo Colombini Simone Colombo   | 6:4, 7:5 |
| 1987 | Jaroslav Navrátil Mark Woodforde | Alex Antonitsch Peter Lundgren | 6:3, 7:5 |